# 涂锡道
涂锡道（1916年—1989年），中国人民解放军将领、中国人民解放军开国少将。
曾任中国人民解放军总军械部第二副部长。1955年，授予中国人民解放军少将。